# Жозе Родолфу Піріш Рібейру
Жозе Родолфу Піріш Рібейру (порт. José Rodolfo Pires Ribeiro, нар. 6 лютого 1992, Кампінас), більш відомий як Додо (порт. Dodô) — бразильський футболіст, захисник клубу «Сампдорія».

## Клубна кар'єра
Вихованець футбольної школи клубу «Корінтіанс». Дорослу футбольну кар'єру розпочав 2009 року в основній команді того ж клубу, в якій провів один сезон, взявши участь лише у 4 матчах чемпіонату.
Протягом 2011 року на правах оренди захищав кольори клубу «Баїя».
До складу клубу «Рома» приєднався 2 липня 2012 року. Протягом наступних двох сезонів відіграв за «вовків» 30 матчів в національному чемпіонаті.
8 липня 2014 року перейшов на умовах дворічної оренди з правом викупу до міланського «Інтернаціонале».

## Виступи за збірні
2008 року дебютував у складі юнацької збірної Бразилії, разом з якою став переможцем чемпіонату Південної Америки серед юнаків віком до 17 років 2009 року, на якому забив один гол. Всього взяв участь у 7 іграх на юнацькому рівні, відзначившись 1 забитим голом.
З 2009 року залучався до складу молодіжної збірної Бразилії. На молодіжному рівні зіграв у 3 офіційних матчах.

## Статистика виступів

### Статистика клубних виступів
Статистика станом на 25 вересня 2013 року.
| Сезон                  | Команда                | Чемпіонат              | Чемпіонат | Чемпіонат | Національний кубок | Національний кубок | Національний кубок | Континентальні кубки | Континентальні кубки | Континентальні кубки | Інші змагання | Інші змагання | Інші змагання | Усього | Усього |
| Сезон                  | Команда                | Ліга                   | Ігор      | Голів     | Ліга               | Ігор               | Голів              | Ліга                 | Ігор                 | Голів                | Ліга          | Ігор          | Голів         | Ігор   | Голів  |
| ---------------------- | ---------------------- | ---------------------- | --------- | --------- | ------------------ | ------------------ | ------------------ | -------------------- | -------------------- | -------------------- | ------------- | ------------- | ------------- | ------ | ------ |
| 2009                   | «Корінтіанс»           | ЛП+A                   | 0+4       | 0+0       | КБ                 | 0                  | 0                  |                      |                      | —                    | —             | —             | —             | 4      | 0      |
| 2010                   | «Корінтіанс»           | ЛП+A                   | 2+0       | 0+0       |                    |                    |                    | КЛ                   | 0                    | 0                    | —             | —             | —             | 2      | 0      |
| Усього за «Корінтіанс» | Усього за «Корінтіанс» | Усього за «Корінтіанс» | 6         | 0         |                    | 0                  | 0                  |                      | 0                    | 0                    | —             | —             | —             | 6      | 0      |
| 2011                   | «Баїя»                 | ЛБ+A                   | 11+15     | 1+1       | КБ                 | 6                  | 0                  | —                    | —                    | —                    | —             | —             | —             | 32     | 2      |
| 2012-13                | «Рома»                 | A                      | 11        | 0         | КІ                 | 4                  | 0                  |                      | —                    | —                    | —             | —             | —             | 15     | 0      |
| 2013-14                | «Рома»                 | A                      | 1         | 0         | КІ                 | 0                  | 0                  | —                    | —                    | —                    | —             | —             | —             | 1      | 0      |
| Усього за «Рому»       | Усього за «Рому»       |                        | 12        | 0         |                    | 4                  | 0                  |                      | —                    | —                    |               | —             | —             | 16     | 0      |
| Усього за кар'єру      | Усього за кар'єру      | Усього за кар'єру      | 44        | 2         |                    | 10                 | 0                  |                      | 0                    | 0                    | —             | —             | —             | 54     | 2      |

## Досягнення
- Володар Кубка Бразилії: 2009, 2021
- Чемпіон Бразилії: 2021
- Переможець Ліги Мінейро: 2019, 2021, 2022
- Володар Суперкубка Бразилії: 2022

Збірні
- Чемпіон Південної Америки (U-17): 2009
- Переможець Суперкласіко де лас Амерікас: 2014